# Paul Knapp (Pfarrer, 1880)
Paul Knapp (* 20. Januar 1880 in Thyrau; † April 1946 in Königsberg i. Pr.) war ein deutscher evangelischer Pfarrer. 

## Leben
Knapp wurde als Sohn eines Lehrers geboren. Er studierte an der Albertus-Universität Königsberg Evangelische Theologie und wurde im Sommersemester 1899 Mitglied der Burschenschaft Germania Königsberg. Im Ersten Weltkrieg war er Divisionspfarrer. Er erhielt als Nicht-Kombattant das Eiserne Kreuz am weißen Bande und das Eiserne Kreuz I. Klasse. Bis 1933 war er Provinzialjugendpfarrer von Ostpreußen. Als Nachfolger von Eduard Korallus kam er 1933 als letzter Pfarrer an die Tragheimer Kirche. Noch vor der Machtergreifung der Nationalsozialisten war Knapp zum 1. Mai 1933 der NSDAP beigetreten (Mitgliedsnummer 2.857.124). Er trat 1933 auch den Deutschen Christen bei, wurde aber nach kurzer Zeit als erster Pfarrer in Königsberg Mitglied der Bekennenden Kirche. Wegen seiner Predigten angezeigt, wurde er am 21. November 1936 von einem Parteigericht aus der NSDAP ausgeschlossen. Nach der Kapitulation von Otto Lasch wurde er von der Roten Armee mit etwa 18.000 Königsberger Männern in den Wagenhallen der Kaserne in Rothenstein (Königsberg) festgesetzt. Im Sommer 1945 entlassen, hielt er den Sonntagsgottesdienst vor der ausgebrannten Kirche. Trotz aufopfernder Bemühungen seiner Restgemeinde und des Arztes Oskar Ehrhardt verhungerte Knapp im April 1946.

## Werke
- Kommt, lasset uns anbeten! Königsberg 1925.
- Meine Reise ins Heilige Land. Königsberg 1930.
- Fahrten und Erlebnisse in Amerika. Königsberg 1931.